# سحلية نيو مكسيكو سوطية الذيل
سحلية نيو مكسيكو سوطية الذيل (الاسم العلمي: Aspidoscelis neomexicanus) هي نوع من السحالي الأنثوية فقط، توجد في نيومكسيكو وأريزونا في الولايات المتحدة الجنوبية الغربية، وأيضًا في ولاية تشيواوا في شمال المكسيك. وهي الزواحف الرسمية لولاية نيو مكسيكو. سحلية نيو مكسيكو سوطية الذيل هي واحدة من العديد من الأنواع المعروفة بالتكاثر التوالدي (التوالد البكر). تولد الأفراد إما من خلال التهجين بين السحلية سوطية الذيل المخططة الصغيرة (Aspidoscelis inornatus) والسحلية سوطية الذيل الغربية ('Aspidoscelis tigris)، أو من خلال التكاثر التوالدي لسحلية نيو مكسيكو سوطية الذيل البالغة.
يمنع التهجين بين هذه الأنواع تكوين الذكور الصحيين، بينما يوجد الذكور في أحد الأنواع الأم. يسمح التكاثر التوالدي بتكاثر السكان الإناث فقط. هذه الاستراتيجية التناسلية التي تجمع بين التهجين بين الأنواع والتوالد البكر توجد في عدة أنواع من السحالي في جنس Aspidoscelis الذي ينتمي إليه سحلية نيو مكسيكو سوطية الذيل.
سحلية نيو مكسيكو سوطية الذيل عادة ما تكون نشطة خلال النهار، تتغذى على الحشرات، وتعيش في مجموعة متنوعة من المواطن شبه الجافة. التكاثر يحدث من خلال التوالد البكر، حيث تضع ما يصل إلى أربع بيضات غير مخصبة في منتصف الصيف وتفقس بعد حوالي ثمانية أسابيع.
سحلية نيو مكسيكو سوطية الذيل هي نتيجة التهجين بين السحلية سوطية الذيل الغربية التي تعيش في الصحاري والسحلية سوطية الذيل المخططة الصغيرة التي تفضل المراعي. تميل السحلية إلى إظهار سلوكيات التزاوج مع إناث من نفس النوع، مما أدى إلى اللقب «السحالي المثلية». النظرية الشائعة هي أن هذا السلوك يحفز التبويض، حيث أن الإناث التي لا «تتزاوج» لا تضع بيضًا.

## الوصف
يصل طول سحلية نيو مكسيكو سوطية الذيل إلى 6.5 إلى 9.1 بوصة (16.5 إلى 23 سـم)، وتكون غالبًا بلون بني أو أسود مع سبعة خطوط صفراء باهتة تمتد من الرأس إلى الذيل. تظهر بقع فاتحة اللون أحيانًا بين الخطوط. وتتميز بسطح سفلي أبيض أو أزرق باهت، وحلق بلون أزرق أو أزرق مائل إلى الأخضر. ذات جسم نحيل وذيل طويل، حيث يكون الذيل في مرحلة الطفولة أزرق مائل إلى الأخضر، ثم يمتزج تدريجيًا ليصبح بلون بني مرقط بالأصفر عند النضوج.

## السلوك
مثل معظم السحالي الأخرى من فصيلة السوطية، تُعد سحلية نيو مكسيكو السوطية من الحيوانات النهارية وحشراتية التغذية. تتسم باليقظة والنشاط وسرعة الحركة، حيث تندفع للاختباء عند الاقتراب منها. تتواجد في مجموعة واسعة من البيئات شبه الجافة، بما في ذلك الأراضي العشبية، المناطق الصخرية، الشجيرات، أو الغابات الجبلية. تتم عملية التكاثر عن طريق توالد بكري، حيث يتم وضع ما يصل إلى أربع بيوض غير مخصبة في منتصف الصيف وتفقس بعد حوالي ثمانية أسابيع.
تعد سحلية نيو مكسيكو السوطية نتاج تهجين بين السحلية السوطية الغربية التي تعيش في الصحراء، والسحلية السوطية المخططة الصغيرة التي تفضل الأراضي العشبية. تمارس السحلية طقوس التزاوج مع إناث أخرى من نفس نوعها، مما أكسبها لقب "السحالي المثلية". وتفيد نظرية شائعة أن هذا السلوك يحفز الإباضة، حيث إن السحالي التي لا "تتزاوج" لا تضع البيوض.